# Coenagrion melanoproctum
Coenagrion melanoproctum là một loài chuồn chuồn kim trong họ Coenagrionidae.
Coenagrion melanoproctum được Selys miêu tả khoa học năm 1876.